# ドッガー・バンク海戦
ドッガー・バンク海戦（ドッガー・バンクかいせん、英語: Battle of Dogger Bank、ドイツ語: Gefecht auf der Doggerbank）は第一次世界大戦の1915年1月24日、北海のドッガー・バンクで起きたドイツ帝国海軍とイギリス海軍との間の海戦。

## 経緯
ドイツ帝国の大洋艦隊は、ヘルゴラント・バイト海戦におけるイギリス海軍のサー・デヴィッド・ビーティー中将の勝利によって実質的に封じ込められていた。この状況を打開するため、ドイツ帝国海軍のフランツ・フォン・ヒッパー少将は巡洋戦艦隊を用いてイギリス東岸の3都市に攻撃を行うことにした。襲撃は1914年12月16日の午前9時に行われ、スカーボロ（ノースヨークシャー州）で18人の市民が死亡し、ウィトビー、ハートルプールではそれ以上の市民が犠牲になった。イギリス政府は、ドイツ艦隊がそれほどの近海を航行し、沿岸都市に砲撃を加えることができたことに憤慨した。
この襲撃の成功に気をよくしたヒッパーは翌月、ドッガー・バンクでイギリス漁船への断続的な攻撃活動を行うことを決めた。しかしヒッパーの艦隊はドッガー・バンクでイギリス連合艦隊の迎撃を受けた。イギリス海軍情報部は事前にドイツ側の暗号電文を傍受・解析しており、ヒッパーの出撃計画を知っていた。

## 艦隊編成
双方の艦隊編成は下記のとおり。
- イギリス軍
  - 第1巡洋戦艦戦隊（サー・デイヴィッド・ビーティー中将直率）

巡洋戦艦： ライオン（旗艦）、タイガー、プリンセス・ロイアル
  - 第2巡洋戦艦戦隊（サー・ゴードン・ムーア少将指揮）

巡洋戦艦： ニュージーランド、インドミタブル
  - 第1軽巡洋艦戦隊

軽巡洋艦： サウサンプトン、バーミンガム、ノッティンガム、ローストフト
  - ハリッジからの増援部隊

軽巡洋艦： アリシューザ、アンドーンテッド、オーロラ
駆逐艦：　35隻

- ドイツ軍
  - 第1索敵部隊（フランツ・フォン・ヒッパー少将直率）

巡洋戦艦：ザイドリッツ（旗艦）、モルトケ、デアフリンガー
装甲巡洋艦：ブリュッヒャー
  - 第2索敵部隊

軽巡洋艦： グラウデンツ、ロストック、シュトラールズント、コールベルク
  - 18隻の水雷艇からなる小艦隊

## 戦闘の経過

### 遭遇
午前7時14分、イギリスの軽巡洋艦オーロラとドイツの軽巡洋艦コールベルクが互いを発見、直ちに砲撃戦を開始した。初めヒッパーはこのイギリスの巡洋艦を定時パトロールとみなしたため、大洋艦隊で殲滅するべく急行した。しかしコールベルクに後続していた軽巡洋艦シュトラルズントはオーロラの背後から接近するビーティの連合艦隊を北北西に発見した。

### ドイツ艦隊の撤退とイギリス艦隊の追撃

イギリス艦隊とドイツ艦隊の相関図。

ドイツ大洋艦隊を凌駕するイギリス連合艦隊の出現を知って、ヒッパーはイギリスの巡洋戦艦がドイツ艦よりも低速と信じて、当該海域からの退却及び基地のあるヘリゴランド・バイトへの帰投を命じた。これに対してビーティーは追撃を指示。戦闘は同航戦（両艦隊が同一方向に進行する海戦）に発展していく。
同航戦の場合、艦列を維持しつつ艦隊行動を取るためには両艦隊各艦の速度が重要である。この場合は海域・進行方向ともに同一であることから、気象条件等同一とみなして各艦の諸元から最高速度を比較してみる。
<<ドイツ艦隊>>
| ザイドリッツ   |  | 26.5ノット |
| モルトケ       |  | 28.0ノット |
| デアフリンガー |  | 27.0ノット |
| ブリュッヒャー |  | 25.4ノット |
ドイツ艦隊は旗艦ザイドリッツに合わせて航行した場合、艦隊の最高速度は26.5ノットとなり、船足の遅いブリュッヒャーがやや遅れがちということになる。
<<イギリス艦隊>>
| ライオン             |  | 27.5ノット                    |
| タイガー             |  | 28.0ノット                    |
| プリンセス・ロイヤル |  | 27.5ノット                    |
| ニュージーランド     |  | 25.8ノット（第2巡洋戦艦戦隊） |
| インドミダブル       |  | 25.5ノット（第2巡洋戦艦戦隊） |
イギリス艦隊は、第1巡洋戦艦戦隊3隻と第2巡洋戦艦戦隊2隻の速力の差が激しいことが分かる。このため、追撃戦となった場合も第2巡洋戦艦戦隊は遅れて航行することになる。
つまり「最低速」で比較すれば確かに両艦隊とも同速であり、ヒッパーの考えたとおり逃げ切ることは可能だったかもしれない。が、ビーティーは低速な2隻が遅れることを構わず、高速な3隻で追撃を行った。このため、イギリス艦隊はドイツ艦隊に追いつくことに成功する。午前9時までには、まずイギリスの第1巡洋戦艦隊が射程圏内まで追いつき、しばらくして第2巡洋戦艦隊も射程圏内に達した。

### 砲撃戦
両艦隊の距離が20kmを切った午前9時5分頃、イギリス艦隊に攻撃開始の命令が下され、砲撃戦が始まった。午前9時9分、先頭の旗艦ライオンがブリュッヒャーに対し砲撃を開始した。

#### イギリス艦隊の作戦
イギリス側の巡洋戦艦5隻でドイツ側の4隻と対戦するに際して、ビーティーは各艦の速力を考慮して、「イギリス艦隊の主力である第1巡洋戦艦戦隊がドイツの巡洋戦艦3隻と交戦している間に、第2巡洋戦艦戦隊がブリュッヒャーと交戦する」ことを考えていた。つまり、
| <<<イギリス>>>                  |     | <<<ドイツ>>>   |
| ライオン                        | <-> | ザイドリッツ   |
| タイガー                        | <-> | モルトケ       |
| プリンセス・ロイヤル            | <-> | デアフリンガー |
| ニュージーランド インドミダブル | <-> | ブリュッヒャー |
という役割分担を考えており、この命令は午前9時35分に発せられた。だが1番の新造巡洋戦艦であるタイガーの艦長H.B.ペリーは各艦の速力まで考慮していなかったため、セオリーどおり「余分な艦は旗艦に協力する」べきと考えた。この場合だとドイツ艦隊の旗艦であるザイドリッツを主要艦2隻で攻撃するべきと考え、モルトケと交戦せずにザイドリッツと交戦し始めた。つまり戦況としては、
| <<<イギリス>>>                  |     | <<<ドイツ>>>   |
| ライオン タイガー               | <-> | ザイドリッツ   |
|                                 | <-> | モルトケ       |
| プリンセス・ロイヤル            | <-> | デアフリンガー |
| ニュージーランド インドミダブル | <-> | ブリュッヒャー |
という構図になったわけである。さらにまずいことに、蒸気機関の黒煙が風向きの関係でタイガーの視界を遮っており、タイガーの砲撃は役に立っていなかった。実際にはライオンの砲撃によってあがった水柱を、タイガー自身の砲火に依るものと誤認してしまったのだ。（実際にはタイガーの砲弾は、ザイドリッツの3km近くも離れた所に弾着していた。）

#### ドイツ艦隊の作戦
ドイツ艦隊は追撃を振り切るのが主目的であったため、イギリス艦隊の旗艦ライオンに砲火を集中させていた。

#### 砲撃戦の経過

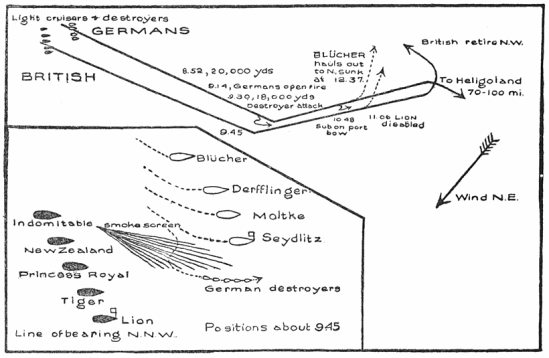
開戦時の航跡図

午前9時43分、ライオンの13.5インチ砲弾がザイドリッツの後部甲板に命中し、艦尾側の主砲塔のバーベットを貫通した砲弾は装填室で炸裂した。これに伴う装薬の誘爆で、ザイドリッツの後部甲板上の砲塔2基が全壊し159人の乗組員が死亡した。しかし、担当士官たちの迅速な行動によって「後部火薬庫の誘爆」という最悪の事態だけは免れた。
午前9時50分には、ブリュッヒャーもまたひどく破損しており、他の艦に遅れをとり始めていた。インドミダブルはブリュッヒャーへの攻撃を命じられた。この時点ではまだ、イギリス軍の艦船は比較的無傷であった。

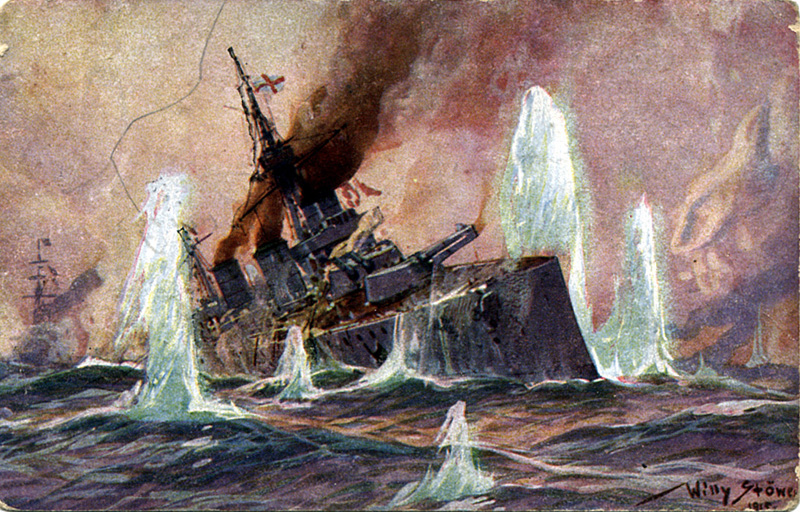
炎上する「ライオン」

午前10時18分、デアフリンガーの12インチ砲弾2発がライオンの左舷側に命中し、1発はエンジンに損傷を与え、1発は石炭庫を浸水させた。これによってライオンは遅れ始め、30分後には左舷側のエンジンを停止し、11時には戦線から脱落した。
午前10時30分頃までに、ヒッパーはブリュッヒャーの救出を断念し、運命に委ねることを決めた。
午前10時37分、プリンセス・ロイヤルの13.5インチ砲弾2発がブリュッヒャーに命中した。ブリュッヒャーは、自艦の主砲弾が立て続けに誘爆して、舷側の主砲塔が破壊されて約200名が死傷する大損害を受けて急速に減速してしまった。

### イギリス艦隊の旋回
午前10時50分までには、ドイツ戦隊の全滅も有り得そうだとビーティーも思っていた。だがその時、彼はライオンの右舷船首の方向に潜水艦の潜望鏡が見えたような気がした。そのため、潜水艦の罠を避けるために、左90度の急速旋回を命じた。（潜望鏡に見えたのが、ドイツの駆逐艦が発射した魚雷だった可能性はある。）
あまり急激な旋回を行うとドイツ艦隊との距離が開いてしまうことに気付いたビーティーは「北東に進路を取れ」と命令し、旋回角度を45度に抑えた。だが既にドイツ艦隊はイギリス艦隊を引き離していた。

### イギリス艦隊の命令誤認
またさらに、ビーティーは「敵の後部を攻撃せよ(Engage the enemy’s rear.)」と命令を下すことにした。ドイツ軍の攻撃で無線信号は送れなくなっていたため、この命令は旗旒信号を使って各艦に伝達された。
だが、この旗旒信号を掲げる際に、ライオンの信号士は致命的なミスを犯す。前述の「北東に進路を取れ」の信号旗を降ろさないまま「敵の後部攻撃命令」の旗を掲げてしまったのだ。
この時、戦線から脱落したライオンに乗艦していたビーティーに代わって艦隊の直接指揮を執っていたのは、次席指揮官のサー・ゴードン・ムーア少将であった。ムーア少将は不可思議な「北東に進路を取れ」と「敵の後部攻撃命令」の旗が同時に掲げられたのを見て、更に北東の方向にはドイツ艦隊の列から遅れているブリュッヒャーがいたため、「敵（艦隊）の後部攻撃」を「敵（ブリュッヒャー）の後部攻撃」と受け止めてしまった。
落伍したライオンを除くイギリス艦隊の巡洋戦艦4隻は、ドイツ艦隊の追撃を中止してブリュッヒャーを囲んで集中砲火を加えた。午前12時10分、ブリュッヒャーは沈没した。
命令の誤認を知ったビーティーは再度の追撃を促すために、ネルソンの「敵と接近して交戦せよ(Engage the enemy more closely.)」という有名な命令を出そうと考えた。だが、通信士は信号表からこの命令を表す信号を見つけられなかった。そのため通信士は、最もビーティーの意図に近いと思われる「敵に接近し続けよ(Keep nearer the enemy.)」という旗ではどうかと尋ねた。ビーティーは了解し、その命令を下すことにした。
だが今度は、この命令は各艦には届かなかった。通信士がもたついている間に、艦隊各艦との距離が開いてしまい、信号旗が視認できなくなってしまったのだ。
午前11時20分、ドイツ艦隊はイギリス艦隊の射程外に離脱した。

## 海戦の影響
この海戦は、「損害の大きさ」という点ではさほど大きいものではなかった。しかし「影響」という点では非常に大きかった。
ドイツでは一部では「イギリスの巡洋戦艦（ライオン）も撃沈したかもしれない」と希望を持っていたが、ドイツ艦隊の敗けであることは明らかだった。
ドイツ皇帝ウィルヘルムは、「リスクの軽減は可能だったはず」と表明し、大洋艦隊司令長官のフリードリヒ・フォン・インゲノールを更迭した。
ドイツ側はザイドリッツの火薬の誘爆を教訓として、弾薬庫の保護を改善した。欠陥の修正は全ての戦艦・巡洋艦に渡り、翌年のユトランド沖海戦までには改善が完了した。
それに対して、イギリス側は戦勝による士気高揚はあったものの、この海戦で浮かび上がった課題に対してそれほど多くの改善はなされていない。
まず、不運ともいえるムーア少将は艦隊司令官から外されている。ビーティーの報告書ではムーアの落ち度は責められていないが、完全勝利を逃したことに対する犯人探しの犠牲になったといえよう。しかし、通信手順のミスを犯した通信士は咎められておらず、翌年のユトランド沖海戦の序盤でもライオンは信号発信の点で混乱している。
また、砲撃の役割分担という点でも、教訓に学んだとは言いがたい。